# Jao Ming
Jao Ming (čínsky: 姚明; * 12. září 1980, Šanghaj) je bývalý čínský basketbalista, který naposledy hrál za tým Houston Rockets (NBA), na pozici pivota. Byl jedním z nejvyšších hráčů v historii této ligy. Měří 229 cm a váží 141 kg.
Jao ukončil kariéru 20. července 2011 při veřejné tiskové konferenci v rodné Šanghaji. Důvodem byly zdravotní potíže, především s nohama. V době, kdy ukončil kariéru, byl nejvyšším aktivním hráčem v NBA.
V letech 2013–2023 byl členem celostátního výboru Čínského lidového politického poradního shromáždění.

## Před profesionální kariérou
Jako dítě začínal hrát za čínský tým Shanghai Sharks (od roku 1997). Do NBA se dostal jako jednička draftu v roce 2002. Draftoval ho tým Houston Rockets.

## Kariéra v NBA

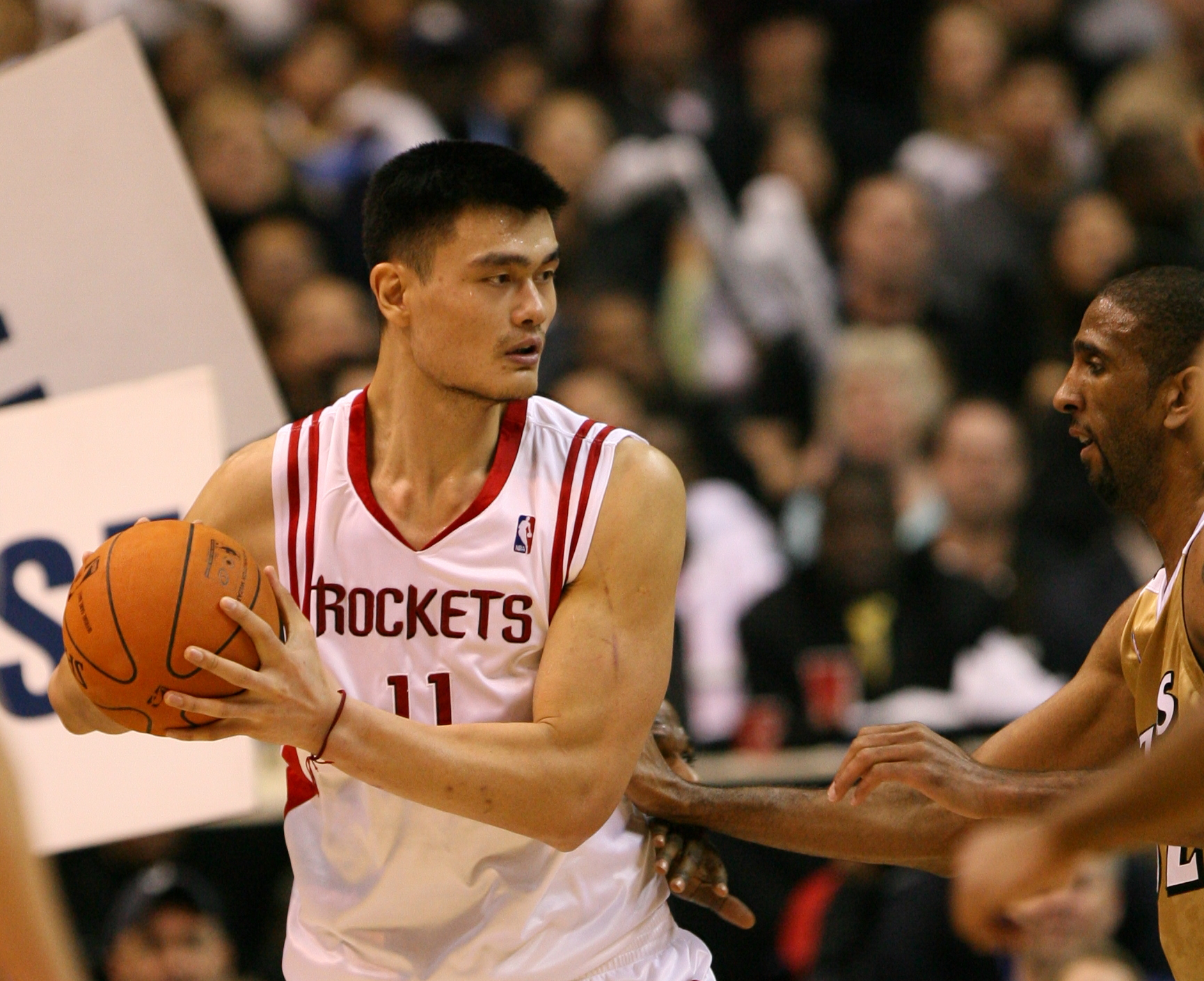
Jao Ming

Po konci svého prvního zápasu v NBA proti Indiana Pacers na svém kontě neměl jediný bod a pouhé dva doskoky. Po tomto zápase legendární Charles Barkley prohlásil, že jestli ve své první sezóně bude mít Jao víc než 19 bodů, políbí zadek Kennyho Smithe. A to se Barkleymu vymstilo 17. listopadu, kdy Jao Ming dal proti týmu Los Angeles Lakers 20 bodů, a tak Barkley musel políbit alespoň zadek Smithova osla (angl. „ass“ znamená osel i zadek).